# Stor tucunaré
Stor tucunaré (Cichla temensis) är en fiskart som beskrevs av Alexander von Humboldt 1821. Stor tucunaré ingår i släktet Cichla och familjen Cichlidae. Inga underarter finns listade i Catalogue of Life.